# 톈진-푸커우 철도 작전
일본군의 톈진-푸커우 철도 작전(京漢線作戦)는 중일 전쟁 초기 일본군이 중국 북부에서 베이징-톈진 철도 작전 이후 벌인 후속 전투이다. 이 전투에서 일본군은 베이징-한커우 철도를 따라서 황허를 따라 남쪽으로 전진하게 되었다.